# Ahmad Šajch
Ahmad aš-Šajch (* 1964) je bývalý jemenský zápasník – judista.

## Sportovní kariéra
V roce 1992 byl členem judistického týmu, který poslal nově sjednocený Jemen k účasti na olympijské hry v Barceloně. V Barceloně prohrál v úvodním kole polostřední váhové kategorie do 78 kg s Mongolem Dordžbatem v boji na zemi submisivní technikou páčením (juji-gatame). Další významné judistické soutěže se neúčastnil.